# Тикопија
Тикопија је мало острво у Тихом океану . Острво је остатак угашеног вулкана, заузима површину од 5 км². Тикопија је најјужније острво Соломонових острва и припада провинцији Темоту. Највиша тачка на острву је село Реани, које се уздиже на висину од 380 м надморске висине. На острву се налази 80 м дубоко вулканско језеро Те Рото. Тикопиа је прилично удаљена тачка на Земљи. Острво је понекад укључено у острва Санта Круз. Острво се налази приближно 340 км југоисточно од острва Нендјо, на коме се налази покрајински центар, насеље Лата. Острво Ваникоро се налази скоро 210 км северозападно од Тикопије. 

## Историја
Острво 1606. године открио португалски путник Педро Фернандес де Кјеирос. Тачно време сеобе није познато са сигурношћу, али се верује да се догодило негде између 10. и средине 13. века.  Постоје претпоставке да је до колонизације острва Анута дошло након насељавања Тикопије. Верује се да полинезијски досељеници на свим острвима централног и југоисточног Пацифика потичу из Тонге. Пре доласка Европљана, било је прилично честих путовања између острва, јер су Полинежани навигационе вештине омогућавале да путују до одређеног одредишта. Мигранти су прво заузели атоле Тувалуа, па је Тувалу постао својеврсни траг за даљу миграцију Полинежана у Меланезију и Микронезију. 

## Становници
На острву живи око 1.200 људи, који се налазе углавном дуж обале острва. Највеће село је Матауту, које се налази у западном делу. Већина становништва је полинезијског порекла, а језик припада полинезијској језичкој породици, тикопији. Локално становништво практикује интензиван пољопривредни систем (у поређењу са пермакултуром) сличан планинској хортикултури у Новој Гвинеји.
Дуго времена, становништво острва је било регулисано разним методама као што су целибат, ратови (укључујући прогонства), чедоморство и поморска путовања (која су однела животе већине младих). Међутим, након што су млади људи почели да емигрирају, становништво регулација је постала мање неопходна.
За разлику од осталих заједница у провинцији Темоту, које пролазе кроз брзу вестернизацију, заједница Тикопиjа се веома мало променила од давнина. Становници острва су веома поносни на своје обичаје и радије се држе своје полинезијске традиције. Они верују да су Меланежани око њих изгубили већину својих традиција. Острвом управљају четири поглавице (арики) Кифика, Тафау, Таумако и Фангарере, при чему се Кифика сматра првом међу једнакима.

## Циклон Зое
Циклон Зое у децембру 2002. године девастирао је вегетацију и људска насеља у Тикопији. Упркос великој штети, није забележен ниједан смртни случај, пошто су острвљани следили своју традицију и склонили се у пећине на вишем тлу. Уска обала која је одвајала слатководну лагуну од мора била је пробијена олујом, што је резултирало континуираном контаминацијом лагуне и претњом смрћу саго палми од којих острвљани зависе за опстанак. Изванредан међународни напор „пријатеља“ острва, укључујући многе посаде јахти које су имале контакт са Тикопијом током деценија, кулминирао је изградњом 2006. габионске бране да би се затворио пробој. 